# ایماگاوا سادایو
ایماگاوا سادایو (به ژاپنی: 今川 貞世 Imagawa Sadayo) یک شاعر و سامورایی در دوره شوگون‌سالاری آشیکاگا بود.